# Мещеринский сельский округ (Московская область)
Мещеринский сельский округ — упразднённая административно-территориальная единица, существовавшая на территории Ступинского района Московской области в 1994—2006 годах.
Мещеринский сельсовет был образован в первые годы советской власти. По данным 1922 года он входил в состав Мещеринской волости Коломенского уезда Московской губернии.
В 1926 году Мещеринский с/с включал 1 населённый пункт — село Мещерино.
В 1929 году Мещеринский с/с вошёл в состав Малинского района Серпуховского округа Московской области. При этом к нему был присоединён Скрябинский с/с.
17 июля 1939 года из Мещеринского с/с в Старинский сельсовет было передано селение Харино. Одновременно к Мещеринскому с/с был присоединён Сапроновский с/с (селение Сапроново) и селения Новоселки и Фёдоровское упразднённого Фёдоровского с/с.
4 октября 1939 года из Старинского с/с в Мещеринский было передано селение Харино, а из Щербининского с/с — Бессоново.
28 декабря 1951 года из Мещеринского с/с в Щербининский были переданы селения Бессоново и Фёдоровское.
14 июня 1954 года к Мещеринскому с/с был присоединён Троице-Лобановский сельсовет.
26 июня 1954 года из Колединского с/с в Мещеринский были переданы селения Бессоново, Городня, Зевалово, Миняево и Фёдоровское.
7 декабря 1957 года Малинский район был упразднён и Мещеринский с/с перешёл в административное подчинение городу Ступино.
25 сентября 1958 года из Мещеринского с/с в Большеалексеевский были переданы селения Акатово, Беспятово, Благовское, Марьинка, Полукарпово и посёлок отделения № 2 племенного совхоза.
3 июня 1959 года Мещеринский с/с вошёл в новообразованный Ступинский район.
1 февраля 1963 года Ступинский район был упразднён и Мещеринский с/с вошёл в Ступинский сельский район. 11 января 1965 года Мещеринский с/с был возвращён в восстановленный Ступинский район.
3 февраля 1994 года Мещеринский с/с был преобразован в Мещеринский сельский округ.
В ходе муниципальной реформы 2004—2005 годов Мещеринский сельский округ прекратил своё существование как муниципальная единица. При этом все его населённые пункты были переданы в сельское поселение Аксиньинское.
29 ноября 2006 года Мещеринский сельский округ исключён из учётных данных административно-территориальных и территориальных единиц Московской области.